# Millers Flat
Millers Flat – miasto w Nowej Zelandii, na Wyspie Południowej, w regionie Otago.